# Anularius

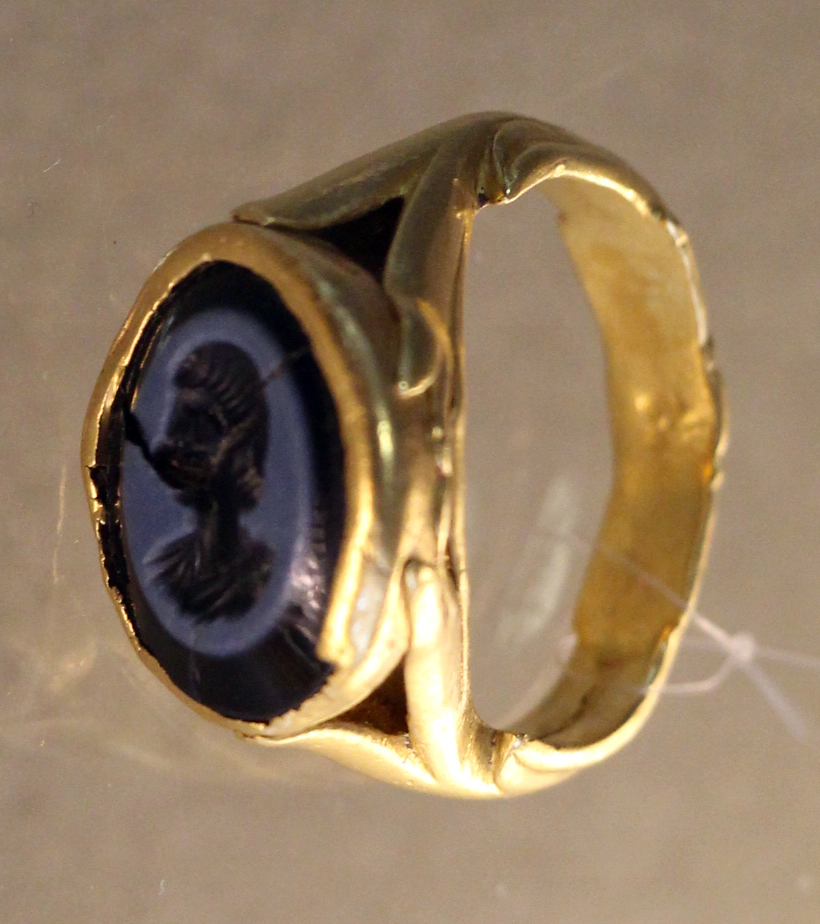
Römischer Goldring im Museo Nazionale G. A. Sanna, Kaiserzeit

Der Anularius war in der römischen Antike ein spezialisierter Goldschmied, der mit der Herstellung von Ringen betraut war.
Das Tragen von Ringen war im Römischen Reich weit verbreitet, wobei das verwendete Material zunächst streng an soziale Klassen gebunden war. So durften Goldringe anfangs nur von Senatoren getragen werden. Im Jahr 23 n. Chr. wurde das Recht auch den equites, der römischen Ritterschaft, zugestanden, schließlich wurde in Ausnahmefällen auch Freigelassenen gestattet, Goldringe zu tragen. Darüber hinaus gab es Ringe auch aus Silber und Bronze, vor allem aber auch aus Eisen, die als Zeichen militärischer Tugend galten. Laut Herodian gewährte Septimius Severus im Jahr 197 allen Soldaten das Privileg, goldene Ringe zu tragen.
Ringe wurden als Eheringe, als Siegelringe und als Zeichen besonderer Auszeichnung – wie der eiserne Ring als Teil der römischen Triumphinsignien, der sowohl vom Triumphator als auch vom ihn begleitenden Sklaven getragen wurde – genutzt. Sie wurden sowohl von Männern als auch von Frauen getragen, und zwar an mehreren Fingern bevorzugt der linken Hand. Man unterschied gar zwischen Sommer- und Winterringen, wie Juvenal spöttisch bemerkte, da die Sommerringe leichter waren. Die Ringmode war häufiger Gegenstand satirischer, etwa bei Martial und Iuvenal, oder moralischer Betrachtungen, wie bei Seneca und Quintilian.
Der Anularius war daher ein Handwerker, der zwar einzig auf eine Objektkategorie spezialisiert war, hierbei aber verschiedene Techniken der Verarbeitung beherrschen musste. So konnte das Schneiden von Gemmen zu seinen Aufgaben gehören, in jedem Fall das Einsetzen von Gemmen und Edelsteinen in den Ring. Anularii waren im ganzen römischen Reich zu finden. Inschriftlich sind sie außer aus Rom auch aus dem übrigen Italien, aus Gallien und Germanien bekannt, zudem aus Kleinasien, wo in einer metrischen Inschrift aus dem lydischen Philadelphia ein Ringmacher Doros δακτυλοκοιλογλύϕος daktylokoiloglýphos, deutsch ‚Ziseleur von Ringen‘ genannt wird.
Es handelt sich hierbei um eine poetische Variante des griechischen δακτυλιογλύφος daktylioglýphos für den Ringmacher, wie er literarisch als Berufsbezeichnung überliefert ist, So soll der Vater des Pythagoras ein Daktylioglyphos gewesen sein. In einer attischen Inschrift des 4./3. Jahrhunderts v. Chr. wird der Begriff ebenfalls genannt.
Iulius Pollux überliefert den Begriff δακτυλιουργός daktyliurgós für den Ringmacher und stützt sich hierbei auf Pherekrates und Philyllios, beides Dichter der Alten Komödie aus dem 5. Jahrhundert v. Chr.
In Rom gab es ein collegium der Ringmacher. Ob die bei Sueton genannten scalae anulariae am Forum Romanum mit den Ringmachern zu verbinden sind, ist ungewiss. Nevio Degrassi verband den Namen dieser Treppe mit den Läden der anularii, da Schmuckläden auch sonst nahe der dortigen Via Sacra zu lokalisieren sind. Er sieht sie wie die meisten Forscher am Fuße des Palatin und verbindet sie mit der fragmentarischen Nennung eines stadtrömischen vicus in der 10. Region der Stadt. Die Nennung gehört zu einer im Jahr 26 n. Chr. gesetzten Inschrift. Den Namen des vicus ergänzt er zu vicus anularius. Ihm folgt beispielsweise Jörg Rüpke in seiner prosopographischen Darstellung zu den Priesterschaften Roms.
Die bekannten anularii waren überwiegend Freigelassene, in Ober-Olm wird ein Einheimischer, im umbrischen Amelia wird ein Sklave genannt. Ab dem Mittelalter lebte die Berufsbezeichnung als Nachname wieder auf.
| Name                       | Fundort  | Stand          | Art            | Datierung          |
| -------------------------- | -------- | -------------- | -------------- | ------------------ |
| Lucius Bittius Paulinus    | Ober-Olm | Einheimischer  | Votivinschrift | 2./3. Jahrhundert  |
| Gaius Camonius Gratus      | Bologna  | Freigelassener | unbestimmt     | 1. Jahrhundert     |
| Numerius Consius Dionysius | Narbonne | Freigelassener | Grabinschrift  | 1. Jahrhundert     |
| Quintus Mus. Primus        | Piacenza | Freigelassener | Grabinschrift  | 1. Jahrhundert     |
| Trophimus                  | Amelia   | Sklave         | Grabinschrift  | 1. Jahrhundert (?) |
| Marcus Tullius Secundus    | Brindisi | Freigelassener | Grabinschrift  | 1. Jahrhundert     |